# Riel-les-Eaux
Riel-les-Eaux település Franciaországban, Côte-d’Or megyében. Lakosainak száma 93 fő (2022. január 1.). Riel-les-Eaux Cunfin, Autricourt, Belan-sur-Ource, Bissey-la-Côte, Gevrolles, Montigny-sur-Aube, Thoires és Lanty-sur-Aube községekkel határos.

## Népesség
A település népessége az elmúlt években az alábbi módon változott:
| Lakosok száma | 117  | 106  | 94   | 74   | 84   | 92   | 94   | 92   | 91   | 93   |
|               | 1968 | 1982 | 1990 | 2006 | 2013 | 2015 | 2017 | 2019 | 2020 | 2022 |